# Chi Rau diếp
Chi Rau diếp (danh pháp khoa học: Lactuca), được biết dưới tên gọi thông thường là rau diếp, là một chi thực vật có hoa trong họ Cúc (Asteraceae). Chi này có khoảng 114 loài, phân bổ rộng khắp thế giới, nhưng chủ yếu trong các khu vực ôn đới của đại lục Á-Âu.
Đại diện được biết đến nhiều nhất là rau diếp (Lactuca sativa), với rất nhiều giống và được trồng chủ yếu làm rau ăn, nhưng nhiều loài khác là các loại cỏ dại. Chúng là các loài cây sống một năm hoặc lâu năm, có thể cao từ 10–180 cm. Chúng tạo ra cụm hoa dạng đầu hình chùy có màu vàng, nâu hay tía với các cánh hoa tia. Phần lớn các loài diếp dại là cây ưa khô, thích nghi với các kiểu sinh cánh khô. Một số loài sinh sống trong các khu vực ẩm ướt hơn, như trong các dãy núi ở miền trung châu Phi.
Các loài không ăn được có thể chứa nhiều chất có vị đắng. Các loài khác chứa nhựa giống như sữa.
Các loài trong chi Lactuca bị ấu trùng của một số loài côn trùng thuộc bộ Cánh vẩy (Lepidoptera) ăn - xem Danh sách các loài côn trùng cánh vẩy ăn rau diếp.

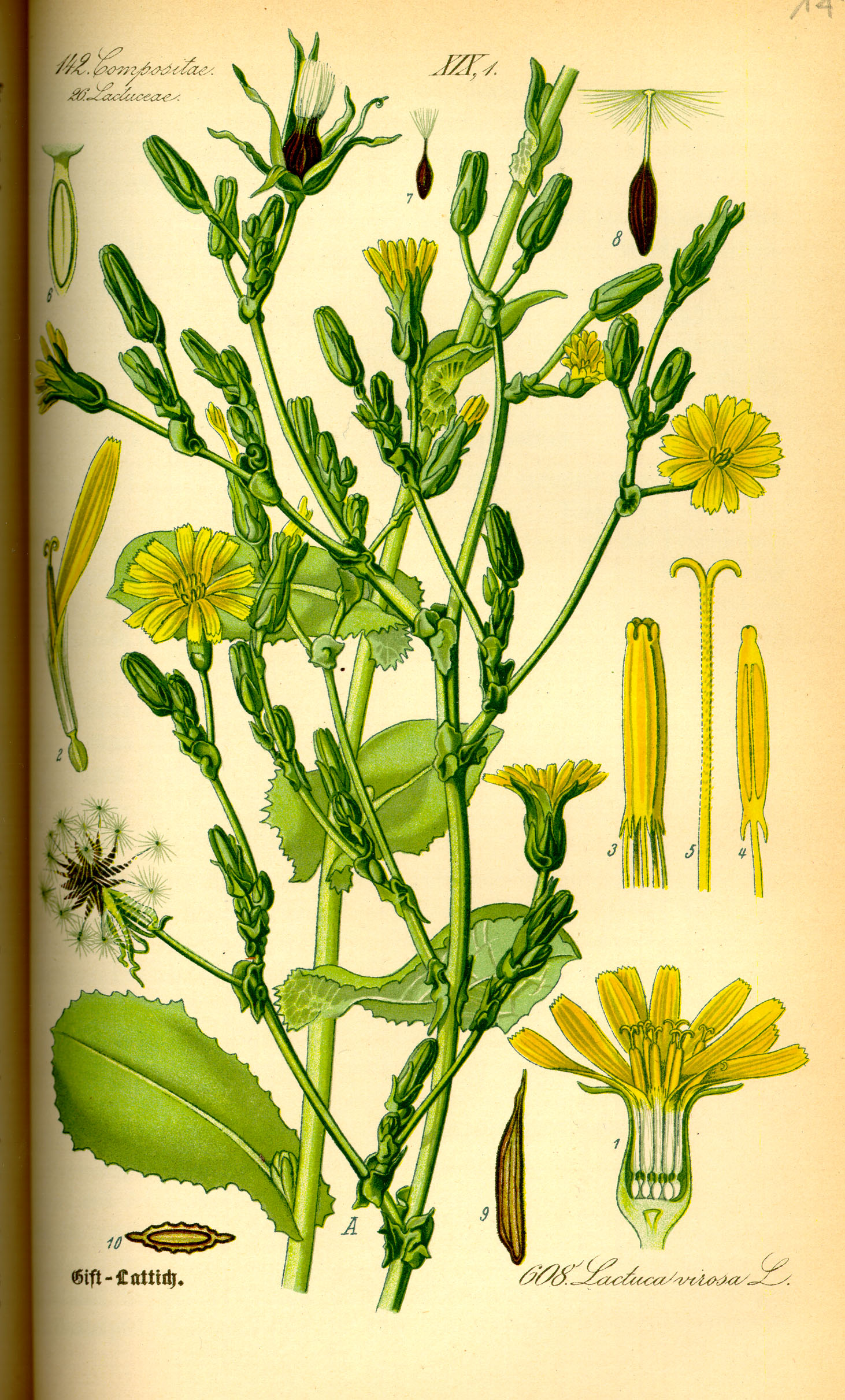
Rau diếp dại (Lactuca virosa)
từ Thomé Flora von Deutschland, Österreich und der Schweiz 1885

## Các loài
- Lactuca acanthifolia: (Crete)
  - Lactuca acanthifolia amorgina
  - Lactuca acanthifolia integrifolia: (Hy Lạp, Thổ Nhĩ Kỳ)
- Lactuca aculeata: (Tiểu Á)
- Lactuca alaica: (Kirgizstan)
- Lactuca alpestris: (Crete)
- Lactuca amaurophyton: (Afghanistan)
- Lactuca ambacensis: (Angola)
- Lactuca anatolica: (Thổ Nhĩ Kỳ)
- Lactuca attenuata: (Burundi, Cộng hòa Dân chủ Congo, Uganda, Malawi, Rwanda)
- Lactuca azerbaijanica: (Iran)
- Lactuca bandyopadhyana: (Tây Himalaya)
- Lactuca biennis: rau diếp lam dại, rau diếp lam cao. Bắc Mỹ từ Alaska tới Hoa Kỳ.
- Lactuca birjandica: (Iran)
- Lactuca brachyrrhyncha: (México)
- Lactuca calophylla: (Malawi, Tanzania, Zambia)
- Lactuca canadensis: rau diếp Canada, rau diếp lam Florida, rau diếp hoang (Bắc Mỹ, Hispaniola)
- Lactuca chitralensis: (Afghanistan, Pakistan)
- Lactuca cichorioides: (Angola)
- Lactuca corymbosa: (Cộng hòa Dân chủ Congo)
- Lactuca cubanguensis: (Angola)
- Lactuca czerepanovii: (Ngoại Kavkaz)
- Lactuca denaensis: (Iran)
- Lactuca × dichotoma: (châu Âu) = L. saligna × L. serriola.
- Lactuca dissecta: (bán đảo Ả Rập, từ Afghanistan tới tiểu lục địa Ấn Độ)
- Lactuca dolichophylla: (Từ Afghanistan tới miền nam Trung Quốc. Có tài liệu ghi nhận cũng có ở Việt Nam)
- Lactuca dregeana: (Nam Phi)
- Lactuca dumicola: (Angola)
- Lactuca erostrata: (Pakistan)
- Lactuca fenzlii: (Thổ Nhĩ Kỳ)
- Lactuca floridana: rau diếp Florida, rau diếp Woodland (Miền đông Bắc Mỹ)
- Lactuca formosana: (Trung Quốc, Đài Loan)
- Lactuca georgica: (Đông bắc Thổ Nhĩ Kỳ, Kavkaz, Turkmenistan)
- Lactuca gilanica: (Iran)
- Lactuca glandulifera: (nhiệt đới châu Phi)
- Lactuca glareosa: (Thổ Nhĩ Kỳ)
- Lactuca glauciifolia: (Afghanistan, Iran, Kirgizstan, Pakistan, Tadjikistan, Thổ Nhĩ Kỳ, Turkmenistan, Uzbekista)
- Lactuca gorganica: (Ngoại Kavkaz, Iran)
- Lactuca gracilipetiolata: (Myanma)
- Lactuca graeca: (Hy Lạp)
- Lactuca graminifolia: rau diếp lá cỏ (miền nam Hoa Kỳ, Trung Mỹ)
- Lactuca haimanniana: (Libya)
- Lactuca hazaranensis: (Iran)
- Lactuca hirsuta: rau diếp lông (miền đông Bắc Mỹ)
- Lactuca hispida: (Đông và đông nam châu Âu, Kavkaz, Tiểu Á tới Lebanon, Palestine, Syria)
- Lactuca hispidula: (Turkmenistan)
- Lactuca homblei: (CHDC Congo, Zambia)
- Lactuca imbricata: (miền nam nhiệt đới châu Phi)
- Lactuca indica: rau diếp Ấn Độ (Đông nam Siberia tới Nhật Bản, Trung Quốc, Đông Nam Á đại lục, Philippines, Malesia, Assam. Du nhập vào Madagascar, Cộng hòa Trung Phi, Comoros, Jamaica, KwaZulu-Natal, Mauritius, Réunion, Seychelles)
- Lactuca inermis: (bán đảo Ả Rập, nhiệt đới tới miền nam châu Phi, Madagascar)
- Lactuca intricata: (đông nam châu Âu tới Thổ Nhĩ Kỳ)
- Lactuca kanitziana: (Borneo)
- Lactuca kemaliya: (Thổ Nhĩ Kỳ)
- Lactuca kirpicznikovii: (Miền đông Ngoại Kavkaz)
- Lactuca klossii: (Miền trung Việt Nam)
- Lactuca kochiana: (Thổ Nhĩ Kỳ, Ngoại Kavkaz)
- Lactuca kossinskyi: (đông bắc Iran, Turkmenistan)
- Lactuca laevigata: (Java, New Guinea)
- Lactuca lasiorhiza: (Nhiệt đới châu Phi)
- Lactuca leucoclada: (Afghanistan)
- Lactuca longespicata: (Congo)
- Lactuca lignea: (Trung Quốc)
- Lactuca longifolia: (Himalaya)
- Lactuca longirostra: (Nhật Bản)
- Lactuca ludoviciana: rau diếp hai năm, rau diếp Louisiana, rau diếp hoang (tây bắc Hoa Kỳ)
- Lactuca luzonica: (Philippines)
- Lactuca macrophylla: (Bắc Mỹ)
- Lactuca macrorhiza: (Himalaya)
- Lactuca macroseris: (nhiệt đới châu Phi)
- Lactuca maculata
- Lactuca malaissei: (Congo)
- Lactuca maritima: (Bắc Mỹ)
- Lactuca marunguensis: (Congo)
- Lactuca massaviensis: (đông bắc châu Phi, Arabia)
- Lactuca matsumurae: (Nhật Bản)
- Lactuca microcephala: (Tiểu Á)
- Lactuca microsperma: (New Guinea)
- Lactuca morssii: rau diếp Morss (đông bắc Hoa Kỳ)
- Lactuca mulgedioides: (Kurdistan)
- Lactuca mulsanti: (Tây Ban Nha)
- Lactuca multipes: (Trung Quốc)
- Lactuca muralis: (châu Âu)
- Lactuca mwinilungensis: (Zambia)
- Lactuca nakaiana: (Triều Tiên)
- Lactuca nana: (nhiệt đới châu Phi)
- Lactuca napifera: (Trung Quốc)
- Lactuca numidica: (Algérie)
- Lactuca nummularifolia: (Triều Tiên)
- Lactuca nuristanica: (Afghanistan)
- Lactuca oblongifolia: (Bắc Mỹ)
- Lactuca orientalis: (Himalaya)
- Lactuca ovatifolia: (Bắc Mỹ)
- Lactuca pakistanica: (Pakistan)
- Lactuca pallidicoerulea: (Nam Phi)
- Lactuca palmensis: (quần đảo Canaria)
- Lactuca paradoxa: (Ethiopia)
- Lactuca parishii: (Thái Lan)
- Lactuca paulayana: (Socotra)
- Lactuca perennis: (Nam Âu)
- Lactuca persica: (Iran)
- Lactuca petrensis: (nhiệt đới châu Phi)
- Lactuca picridiformis: (Pakistan)
- Lactuca pilosa: (Bắc Mỹ)
- Lactuca plumieri: (Pháp)
- Lactuca polycephala: (Ấn Độ, Myanma)
- Lactuca polyclada: (Iran)
- Lactuca polyphylla: (tây bắc Hoa Kỳ)
- Lactuca praecox: (Zimbabwe)
- Lactuca prattii: (Trung Quốc)
- Lactuca procera
- Lactuca procumbens: (Ấn Độ)
- Lactuca prolixa: (New Guinea)
- Lactuca pseudo-sonchus: (Trung Quốc)
- Lactuca pseudoumbrella: (Himalaya)
- Lactuca pulchella: (tây bắc America)
- Lactuca pumila: (Afghanistan)
- Lactuca pygmaea: (Java)
- Lactuca pyrenaica
- Lactuca quercina: (Nam Âu, Caucasus)
- Lactuca quercus: (Triều Tiên)
- Lactuca querna: (ven biển Caspi)
- Lactuca racemosa: (Armenia)
- Lactuca raddiana: (Nhật Bản)
- Lactuca ramosissima: (Pháp)
- Lactuca rapunculoides: (Himalaya)
- Lactuca rariflora: (Ethiopia)
- Lactuca repens: (Nhật Bản)
- Lactuca retrorsidens: (Borneo)
- Lactuca reviersiana: (Maroc)
- Lactuca reviersii: (Maroc)
- Lactuca riparia: (Thái Lan)
- Lactuca rogersii: (Madagascar)
- Lactuca rosularis: (Iran)
- Lactuca rubrolutea: (Trung Quốc)
- Lactuca sagittata: (Nam Âu, Tiểu Á)
- Lactuca salehensis: (nhiệt đới châu Phi)
- Lactuca saligna: rau diếp lá liễu (châu Âu, Bắc Phi, Tiểu Á)
- Lactuca sanguinea
- Lactuca sassandrensis: (Côte d'Ivoire)
- Lactuca sativa: rau diếp (ăn), Xà lách
- Lactuca scandens: (Trung Quốc)
- Lactuca scariola: (châu Âu)
- Lactuca scarioloides: (Iran)
- Lactuca schulzeana: (Angola)
- Lactuca schweinfurthii: (nhiệt đới châu Phi)
- Lactuca scoparia: (Afghanistan)
- Lactuca semibarbata: (Congo)
- Lactuca senecio: (Triều Tiên)
- Lactuca sereti: (nhiệt đới châu Phi)
- Lactuca serratifolia: (Tây Ban Nha)
- Lactuca serriola: rau diếp gai, rau diếp Trung Quốc, rau diếp dại (Nam Âu)
- Lactuca seticuspis: (Syria)
- Lactuca setosa: (nhiệt đới châu Phi)
- Lactuca sibirica: (Siberi)
- Lactuca sonchifolia: (châu Âu)
- Lactuca sonchoides: (Tiểu Á)
- Lactuca songeensis: (Tanzania)
- Lactuca soongarica
- Lactuca souliei: (Trung Quốc)
- Lactuca spicata
- Lactuca spinidens: (Siberi)
- Lactuca stebbinsii: (Angola)
- Lactuca steelei: (Bắc Mỹ)
- Lactuca stenocephala: (Nigeria)
- Lactuca stipulata: (Congo)
- Lactuca stolonifera: (Nhật Bản)
- Lactuca sylvatica: (tây bắc Hoa Kỳ)
- Lactuca taitoensis: (Trung Quốc)
- Lactuca taliiensis: (Trung Quốc)
- Lactuca taquetii: (Triều Tiên)
- Lactuca taraxacifolia: (nhiệt đới châu Phi)
- Lactuca taraxacum: (Triều Tiên)
- Lactuca tatarica: rau diếp lam, rau diếp Chickory, rau diếp lam (Nga, châu Á, Ấn Độ)
- Lactuca tenerrima: (Nam Âu, Marocc)
- Lactuca terrae-novae: rau diếp Newfoundland (Newfoundland)
- Lactuca tetrantha: (Cyprus)
- Lactuca thibetica: (Trung Quốc)
- Lactuca thirionni: (Trung Quốc)
- Lactuca thunbergii: (Nhật Bản)
- Lactuca tinctociliata: (Angola)
- Lactuca tricostata: (nhiệt đới châu Phi)
- Lactuca trifida: (Trung Quốc)
- Lactuca triquetra: (Syria)
- Lactuca tsarongensis: (Tây Tạng)
- Lactuca tuberosa: (Guinée)
- Lactuca ugandensis: (Congo, Uganda)
- Lactuca umbellata: (New Guinea)
- Lactuca undulata
  - Lactuca undulata albicaulis: (Trung Quốc)
- Lactuca vanderysti: (Congo)
- Lactuca vanensis: (Armenia)
- Lactuca vaniotii: (Triều Tiên)
- Lactuca varianii: (Angola)
- Lactuca verdickii: (nhiệt đới châu Phi)
- Lactuca villosa
- Lactuca viminea: (ven Địa Trung Hải)
- Lactuca virosa: rau diếp dại, rau diếp đắng (châu Âu)
- Lactuca visianii: (châu Âu)
- Lactuca wallichiana: (Afghanistan, Nepal)
- Lactuca watsoniana: (Azores)
- Lactuca welwitschii: (Madagascar, Angola)
- Lactuca wilhelmsiana: (Armenia)
- Lactuca yemensis: (bán đảo Ả Rập)
- Lactuca zambeziaca: (Angola, Zambia)

## Một vài hình ảnh về cây rau diếp

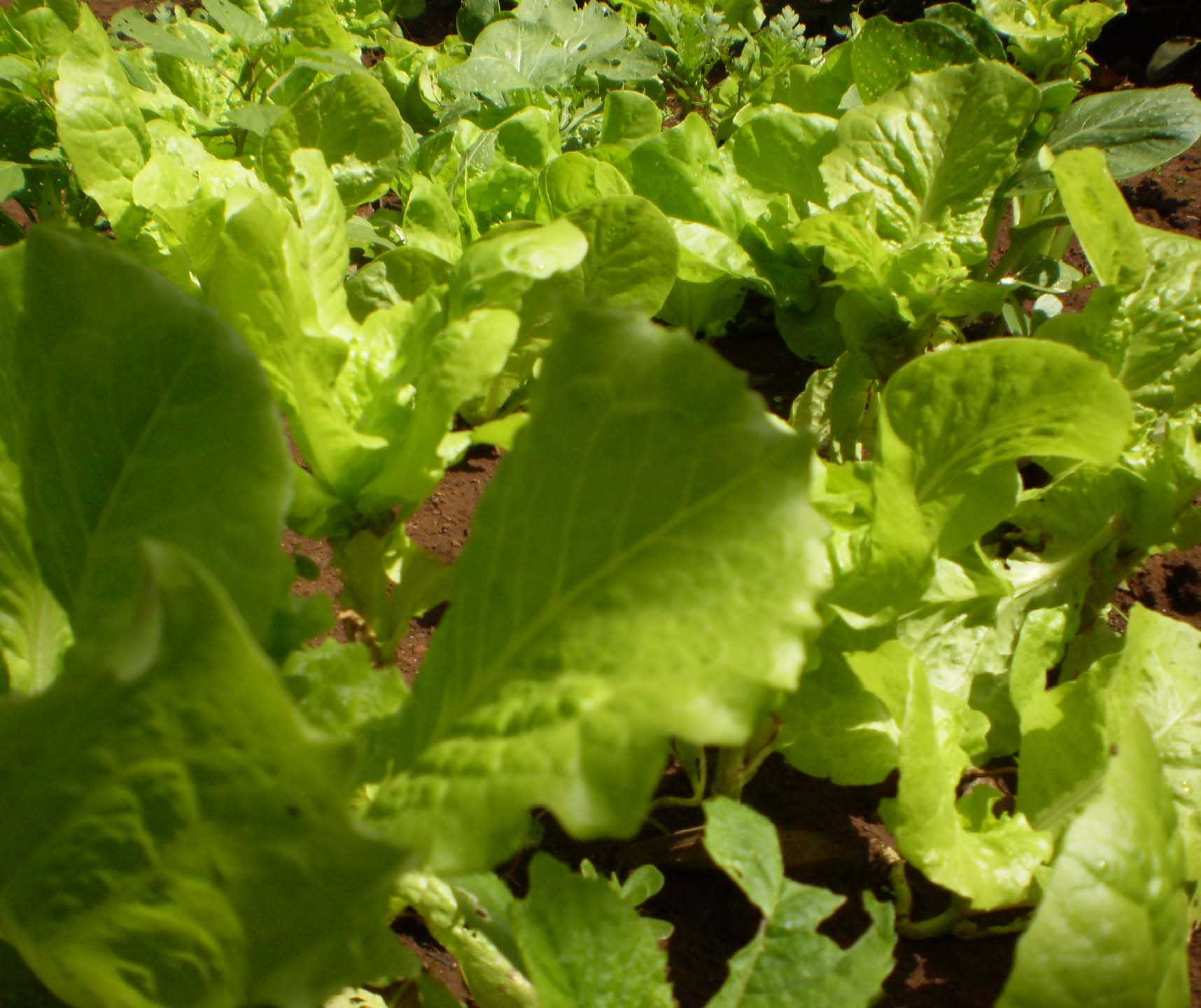
Vườn rau diếp ở Cư Kuin, Đắk Lắk
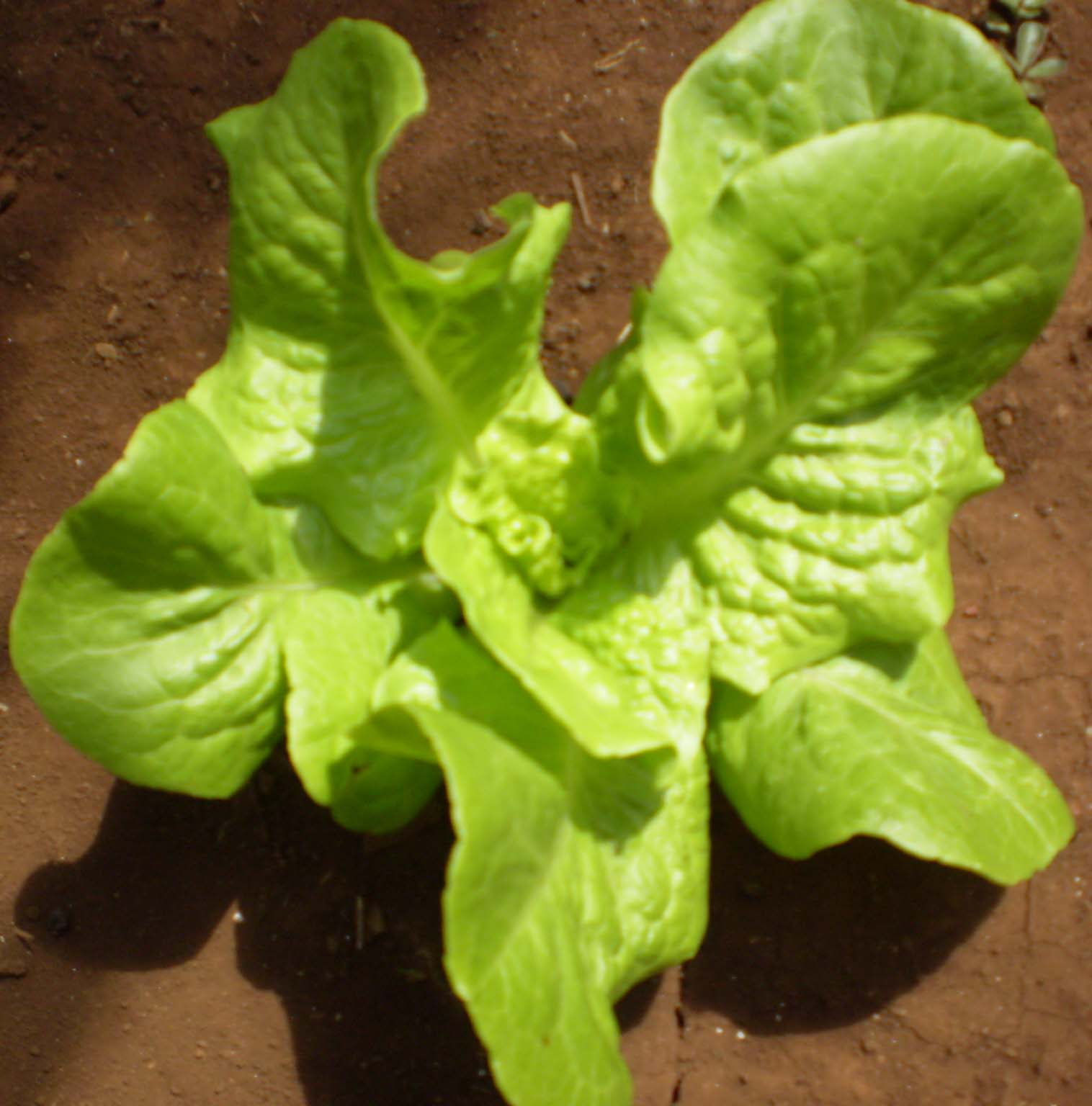
Cây rau diếp.
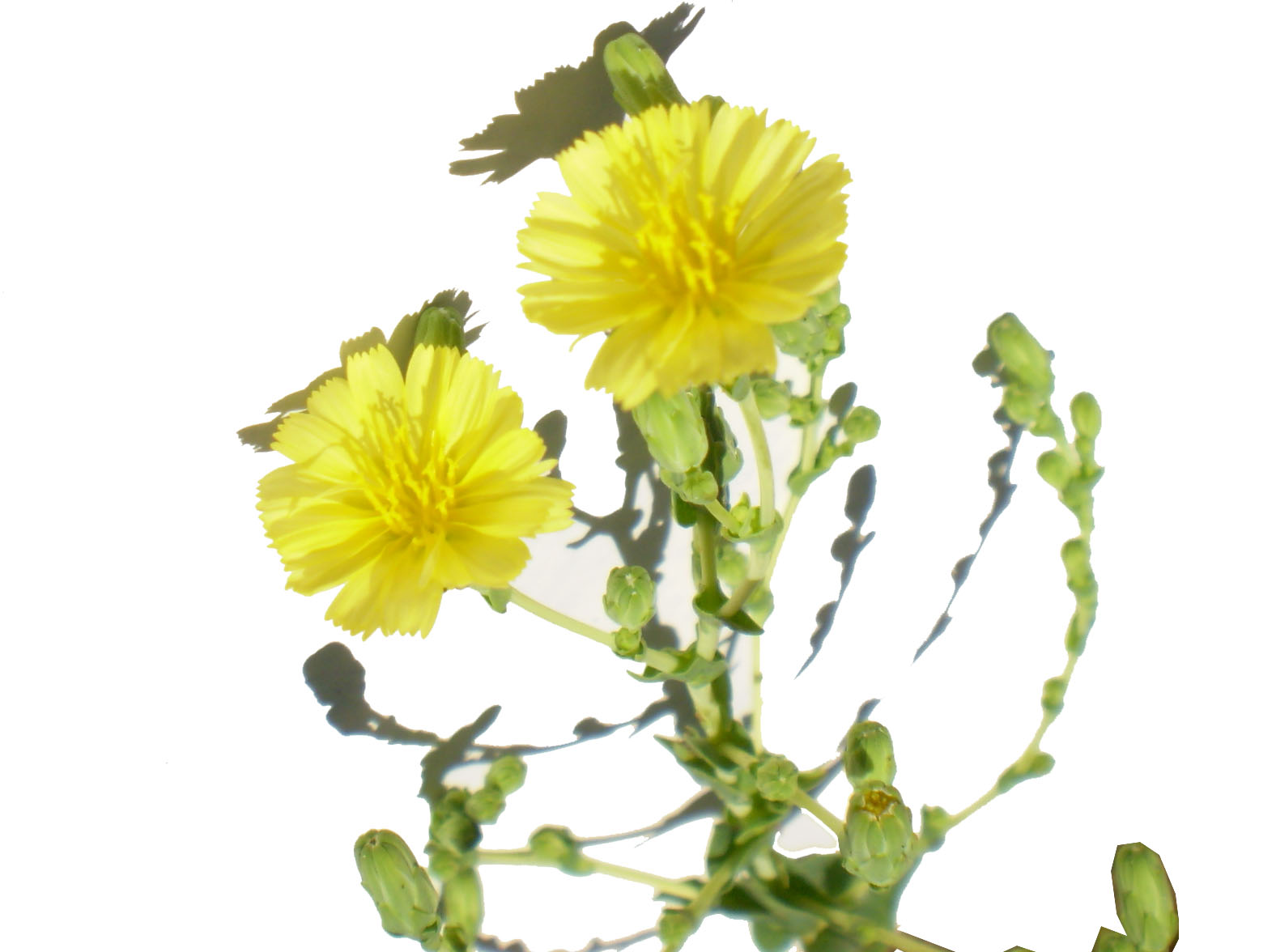
Hoa rau diếp màu vàng
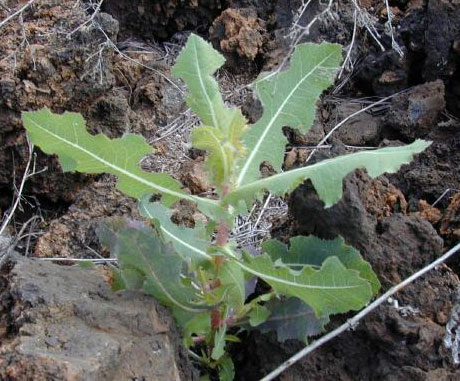
Rau diếp gai (Lactuca serriola)